# آژانس ازدواج
آژانس ازدواج، فیلمی به کارگردانی محمد درمنش و نویسندگی احمد رحمانی محصول سال ۱۳۸۹ است.

## بازیگران
- بهزاد محمدی  در نقش ساسی
- امید زندگانی  در نقش بلابس
- بهنوش بختیاری  در نقش نورا
- شراره رخام  در نقش مدیر داخلی آژانس
- مهران رجبی  در نقش عزیز
- امیر غفارمنش  در نقش اوزون
- آرزو افشار  درنقش ناهید
- گیتی ساعتچی  در نقش مادر نورا
- آزاده ریاضی  در نقش دختر سیگاری
- ملکه رنجبر  در نقش پیرزن در صف آژانس
- سوسن پرور در نقش عروس اجباری